# Рагби на песку
Рагби на песку (енгл. Beach rugby) је варијанта рагби јуниона која се игра на песку. Овај спорт је нарочито популаран у САД и у Италији, где се одржавају бројни турнири. 

## Правила
Правила су различита широм Света. Терен је дугачак од 30 до 50 метара, широк од 20 до 35 метара, а есеј простор је дугачак од 3 до 7 метара. У стартној постави се налазе од 4 до 7 играча, а на клупи за резервне играче се налази од 3 до 7 рагбиста. Користе се летеће измене као у футсалу или хокеју на леду. Користи се рагби лопта број 4. Нема голова и нема шутирања на гол, дакле есеј је једини начин да се постигну поени, а 1 есеј вреди 1 поен. Утакмица траје укупно 10 или 14 минута, а једно полувреме 5 или 7 минута. 